# Ascosubramania
Ascosubramania är ett släkte av svampar. Ascosubramania ingår i familjen Microascaceae, ordningen Microascales, klassen Sordariomycetes, divisionen sporsäcksvampar och riket svampar.
|                | Microascus                                        |
|                |                                                   |
|                | Scopulariopsis                                    |
|                |                                                   |
|                | Pithoascus                                        |
|                |                                                   |
|                | Kernia                                            |
|                |                                                   |
|                | Lophotrichus                                      |
|                |                                                   |
|                | Cephalotrichum                                    |
|                |                                                   |
|                | Doratomyces                                       |
|                |                                                   |
|                | Stysanus                                          |
|                |                                                   |
|                | Graphium                                          |
|                |                                                   |
|                | Scedosporium                                      |
|                |                                                   |
|                | Petriellopsis                                     |
|                |                                                   |
|                | Parascedosporium                                  |
|                |                                                   |
|                | Brachyconidiellopsis                              |
|                |                                                   |
| Ascosubramania | \| \| Ascosubramania melanographoides \| \| \| \| |
|                | \| \| Ascosubramania melanographoides \| \| \| \| |
|                | Wardomyces                                        |
|                |                                                   |
|                | Rhexographium                                     |
|                |                                                   |
|                | Petriella                                         |
|                |                                                   |
|                | Wardomycopsis                                     |
|                |                                                   |
|                | Enterocarpus                                      |
|                |                                                   |
|                | Pseudallescheria                                  |
|                |                                                   |
|                | Trichurus                                         |
|                |                                                   |
|                | Canariomyces                                      |
|                |                                                   |
|                | Ascosubramania melanographoides                   |
|                |                                                   |

|  | Ascosubramania melanographoides |
|  |                                 |